# Кличе
Кличе (нем. Klitsche) — бывшая община (коммуна) в Германии, в земле Саксония-Анхальт. Входила в состав района Йерихов. Подчинялась управлению Эльбе-Штремме-Финер.
Население составляло 343 человек (на 31 декабря 2008 года). Занимала площадь 18,40 км².
Община Кличе была образована в 1950 году в результате объединения деревень Альтенкличе и Нойенкличе. 1 января 2010 года община Кличе была упразднена, а входившие в её состав населённые пункты вошли в состав города Йерихов.